# Diazona geayi
Diazona geayi är en sjöpungsart som beskrevs av Maurice Caullery 1914. Diazona geayi ingår i släktet Diazona och familjen Diazonidae. Inga underarter finns listade i Catalogue of Life.